# Анна Марія Вальбурга Моцарт
Анна Марія Вальбурга Моцарт (нім. Anna Maria Walburga Mozart, до шлюбу Пертль; 25 грудня 1720—1778) — мати Вольфганга Амадея Моцарта, народилася в Санкт-Гільгені (Австрія) у Єви Розіни і Ніколауса Пертля, префекта Гільденштейна.

## Смерть
Перебуваючи в Парижі, раптово захворіла і померла 3 липня 1778 від невиявленої хвороби. Похована на кладовищі Сент-Есташ.